# Вонючие барсуки
Вонючие барсуки (лат. Mydaus) — род скунсовых, который выделен в 1821 году.
В 1997 году род был отнесён к скунсовым, хотя ранее относился к семейству куньих.
При этом вонючие барсуки, в отличие от трёх родов скунсов, распространённых в Новом Свете, обитают на островах Юго-Восточной Азии.
Вонючие барсуки — животные, внешне схожие с обыкновенными барсуками. Длина тела вместе с головой составляет 32—46 см, хвоста — 15—45 мм, масса тела — 2,5 кг. Рацион — черви, насекомые, гусеницы, падаль, реже — растительная пища.
В роде два вида:
- Зондский вонючий барсук, или теледу (лат. Mydaus javanensis)
  - M. j. javanensis — Ява, Суматра и близлежащие острова
  - M. j. lucifer — Калимантан и близлежащие острова
- Палаванский вонючий барсук (лат. Mydaus marchei) — острова Палаван и Бусуанга.

Пахучая жидкость из анальных желез используется в парфюмерной промышленности.